# Lagenandra gomezii
Lagenandra gomezii är en kallaväxtart som först beskrevs av Heinrich Wilhelm Schott, och fick sitt nu gällande namn av Josef Bogner och Niels Henning Günther Jacobsen. Lagenandra gomezii ingår i släktet Lagenandra och familjen kallaväxter.
Artens utbredningsområde är Bangladesh. Inga underarter finns listade.